# Dicranomyia (Zelandoglochina) pervincta pervincta
Dicranomyia (Zelandoglochina) pervincta pervincta is een ondersoort van de tweevleugelige Dicranomyia (Zelandoglochina) pervincta uit de familie steltmuggen (Limoniidae). De ondersoort komt voor in het Neotropisch gebied.